# Instrumentalismus (Wissenschaftstheorie)
Der Instrumentalismus ist innerhalb der Wissenschaftstheorie die Auffassung, wissenschaftliche Theorien seien nichts weiter als Werkzeuge. Sie ist damit der Erkenntnistheorie des Realismus entgegengesetzt.

## Geschichte
Diese Position wurde vertreten von Ernst Mach (1838–1916), Henri Poincaré (1854–1912) sowie insbesondere von Pierre Duhem (1861–1916).
Instrumentalistische Argumentationen sind auch nicht selten bei Vertretern der  neoklassischen Ökonomie anzutreffen sowie überhaupt bei Modellen in den Sozialwissenschaften, die mit Annahmen über rationales Handeln arbeiten.
Dem Instrumentalismus zufolge sind die Hypothesen und die theoretischen Gesetze einer Theorie weder wahr noch falsch (wie etwa vom Realismus behauptet), sondern dienen lediglich dazu, eine empirische Adäquatheit der Folgerungen aus den Prämissen einer Theorie herzustellen. Die Postulate einer Theorie gelten dem Instrumentalisten lediglich als Mittel zum Zweck, also als Instrumente.
Pierre Duhem vertrat die Auffassung, dass physikalische Theorien nicht erklären, sondern nur repräsentieren. Das Ziel einer physikalischen Theorie sei es nicht, diejenigen Entitäten zu erforschen, die die Phänomene verursachen. Eine Theorie verhält sich Duhem zufolge vielmehr wie ein Symbol zu dem Bezeichneten: Theorien sind weder wahr noch falsch. Theorien repräsentieren die Phänomene jedoch nicht nur, sie ordnen sie auch, in Duhems Worten: Theorien klassifizieren empirische Gesetze.
Karl Popper befürwortete eine Erklärungsweise mittels Modellen von Situationslogik und einer (für sich allein genommen empirisch falschen) Rationalitätshypothese. Den Instrumentalismus will er ausschließen, indem er eine methodologische Entscheidung darüber verlangt, welches Modell der empirischen Wahrheit am nächsten komme.
Auch Hans Albert verfocht die Position des Realismus, indem er Jürgen Habermas vorwarf, in Erkenntnis und Interesse die Position des Instrumentalismus einzunehmen.